# Alireza Firouzja
Alireza Firouzja (Babol, 18 de junho de 2003) (em persa: علی‌رضا فیروزجا, pronúncia: [æliːɾezɑː fiːɾuːzˈdʒɑː]) é um Grande Mestre de xadrez iraniano-francês. Ocupou a segunda posição no ranking FIDE por 6 meses (dezembro de 2021 - abril de 2022; junho de 2023), e é o jogador mais jovem da história a alcançar o rating de 2800, batendo o recorde anterior de Magnus Carlsen por mais de cinco meses.
Um enxadrista prodígio, Firouzja venceu o Campeonato Iraniano de Xadrez aos 12 anos, e ganhou o título de Grande Mestre aos 14. Aos 16 anos, ele se tornou o segundo jogador mais jovem com um rating de 2700 e ganhou uma medalha de prata no Campeonato Mundial de Xadrez Rápido de 2019. Em novembro de 2021, aos 18 anos, venceu o Torneio Grand Swiss da FIDE e obteve e uma medalha de ouro individual no Campeonato Europeu de Xadrez por Equipes.
Firouzja deixou a Federação Iraniana de Xadrez em 2019, por causa de suas políticas contra enxadristas israelenses. Ele jogou sob a bandeira da FIDE até meados de 2021, quando se tornou cidadão francês e passou a representar a França, onde já morava.

## Carreira
Firouzja nasceu em 18 de junho de 2003 em Babol, Irã. Começou a jogar xadrez aos oito anos de idade, e tem um irmão mais velho, Mohammadreza, nascido em 1998, que também joga xadrez.
Ele ganhou a medalha de ouro na seção U12 no Campeonato Asiático de Xadrez Juvenil, realizado em 2015 em Suwon.
Aos doze anos, venceu o Campeonato Iraniano de Xadrez de 2016, marcando 8/11 pontos (+5−0=6), um ponto inteiro à frente de seus concorrentes mais próximos, e se tornou o mais jovem a conquistar o título.
Também em 2016, recebeu o título de Mestre Internacional (MI) da FIDE.

### 2018

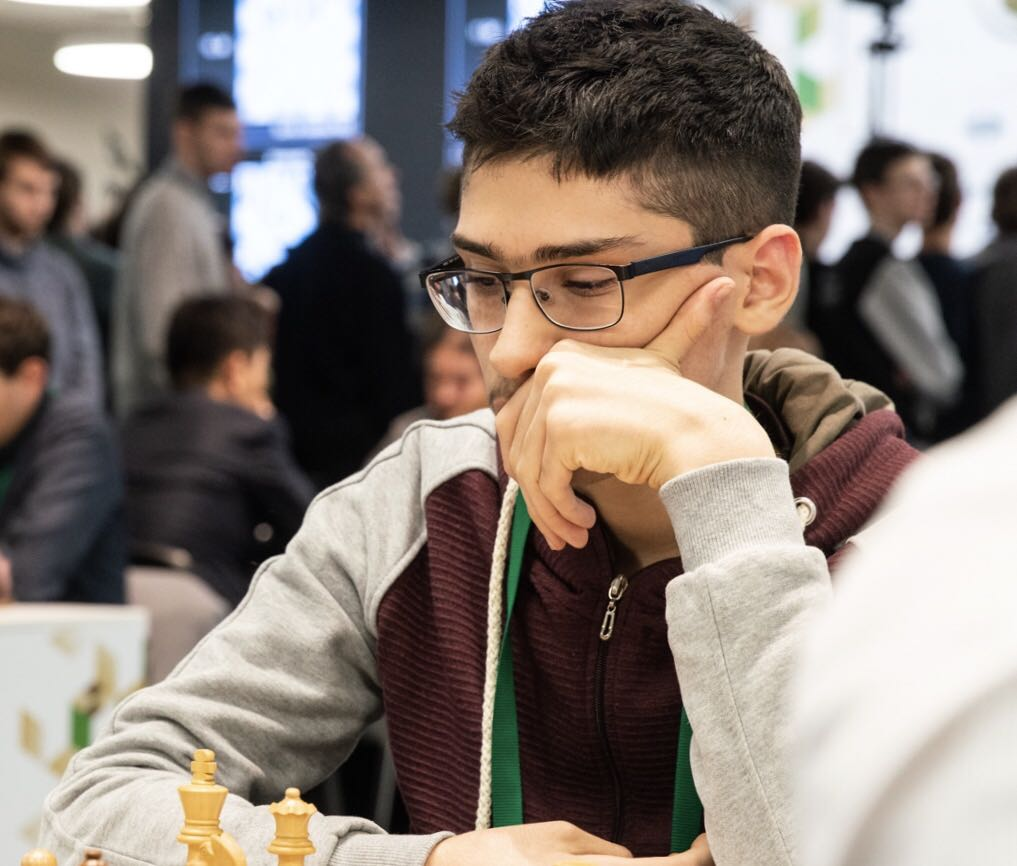
Firouzja no Campeonato Mundial de Xadrez Blitz de 2018.

Em fevereiro de 2018, Firouzja participou do Aberto de Aeroflot, no qual terminou em 40.º de 92, marcando 4½/9 pontos (+2−2=5) e ganhando sua última norma necessária para o título de Grande Mestre (GM). Ele recebeu o título de GM da FIDE em abril de 2018.
Em julho, ele representou o Irã na Copa Asiática das Nações, realizada em Hamadan. A equipe iraniana venceu os três eventos abertos, e Firouzja teve o melhor desempenho individual no evento clássico, com 6/7 pontos.
Ele ganhou o ouro individual na Olimpíada Mundial de Xadrez da Juventude Sub-16, realizada de 25 de novembro a 2 de dezembro, com uma pontuação de 8/9 pontos (+7−0=2; rating de desempenho 2736).
No Campeonato Mundial de Xadrez Rápido de 2018, realizado em São Petersburgo, Firouzja terminou em sexto lugar em uma disputa de jogadores de classe mundial, atrás de Daniil Dubov, Shakhriyar Mamedyarov, Hikaru Nakamura, Vladislav Artemiev e Magnus Carlsen. Começando com o 169.º maior rating em um torneio de 206 participantes, Firouzja marcou 10/15 pontos (+8−3=4) e obteve um rating de desempenho de 2848, o segundo maior do evento, atrás do vencedor Dubov. No Campeonato Mundial de Xadrez Blitz, ele ficou em 42.º de 150 com uma pontuação de 12/21 (+10−7=4). Ele liderou o campeonato por um ponto inteiro após 7 rodadas com 6½/7, mas seu desempenho piorou após perder para o eventual vencedor Carlsen na oitava rodada.

### 2019
2019 foi um ano significativo para Firouzja, pois ele conseguiu dar um salto de rating de 2618 em janeiro para 2723 em dezembro. Ele venceu o Campeonato Iraniano de Xadrez pela segunda vez, terminando em primeiro lugar com 9/11 pontos (+7−0=4).
Em março, ele competiu no Campeonato Mundial de Xadrez por Equipes com o Irã, marcando 7/9 pontos (+6−1=2), e a equipe iraniana ficou em sexto lugar entre dez. No final do mês, Firouzja participou do 3º Sharjah Masters, no qual ele empatou em 1.º–7.º com 7/9 pontos, ficando em quarto nos critérios de desempate; Ernesto Inarkiev venceu o evento.
Em abril, ele competiu no Campeonato de Xadrez Bullet do Chess.com, perdendo nas quartas de final para o eventual vencedor Hikaru Nakamura. No mesmo mês, Firouzja ficou em segundo no desempate, atrás de Constantin Lupulescu, no Aberto de Reiquiavique, com 7/9 pontos (+6−1=2). Durante o dia de descanso do evento, ele venceu o Campeonato Europeu de Xadrez de Fischer.
Firouzja competiu no Grenke Chess Open, realizado de 18 a 22 de abril. Ele venceu seus dois primeiros jogos, mas se recusou a jogar contra o Mestre FIDE israelense Or Bronstein na terceira rodada, perdendo assim o jogo. Isso estava de acordo com a política do governo iraniano, pois o Irã não reconhece o estado de Israel e sanciona jogadores que competem contra israelenses. Firouzja então perdeu na quarta rodada para Antonia Ziegenfuss, de classificação 1945. Ele venceu seus cinco jogos restantes e ficou em 27.º, com 7/9 pontos. Mais tarde, em maio, ele competiu no Campeonato Francês de Rápidas e Blitz, realizado em Le Blanc-Mesnil, e venceu o evento rápido ao derrotar Alberto David na final. De maio a julho, Firouzja disputou o Campeonato Junior de Xadrez Rápido de 2019, uma competição online de blitz e bullet organizada pelo Chess.com, na qual ele foi eliminado na semifinal por Wei Yi.
Em junho, Firouzja participou da 18ª edição do Campeonato Asiático de Xadrez, realizado de 6 a 16 de junho em Xingtai. Ele terminou o torneio em sexto lugar com 6/9 pontos (+5−2=2). Embora estivesse previsto que apenas os cinco primeiros se classificariam para a Copa do Mundo de Xadrez de 2019, Firouzja conquistou uma das vagas para o torneio porque o 1.º colocado Lê Quang Liêm e o 5.º colocado Rinat Jumabayev já haviam se classificado em eventos anteriores. Depois, ele terminou em quarto lugar em um evento de blitz realizado no último dia do torneio com 6½/9 pontos (+6−2=1).
Firouzja representou o Tatvan na Superliga Turca de 17 a 28 de julho, e marcou 11½/13 pontos (+10–0=3), elevando seu rating para 2702. Isso fez dele o jogador mais jovem do mundo e o segundo mais jovem da história (depois de Wei Yi) a ultrapassar um rating de 2700, e o primeiro iraniano a alcançar este feito.
Em setembro, na Copa do Mundo de Xadrez, Firouzja derrotou Arman Pashikian na primeira rodada e Daniil Dubov na segunda, o que fez dele o primeiro iraniano a chegar à terceira rodada desta competição. Na sequência, ele enfrentou o jogador de maior rating do torneio, Ding Liren. Firouzja empatou com Ding nos dois jogos clássicos, mas perdeu os dois desempates rápidos e foi eliminado.
Em 27 de dezembro, Firouzja anunciou que não jogaria mais sob a Federação de Xadrez do Irã, depois que ela retirou seus jogadores dos campeonatos mundiais de rápidas e blitz de 2019 para manter sua proibição contra iranianos enfrentarem israelenses. Em vez disso, ele competiu como um concorrente licenciado sob a bandeira da FIDE. No Campeonato Mundial de Xadrez Rápido, de 26 a 28 de dezembro, ele terminou o torneio como vice-campeão com 10½/15 pontos (+8–2=5), a um ponto do vencedor Magnus Carlsen, se tornando o primeiro grande mestre nascido no Irã a subir ao pódio na história da competição. No Campeonato Mundial de Xadrez Blitz, realizado em 29 e 30 de dezembro, Firouzja ficou em sexto lugar com 13½/21 pontos (+12–6=3).

### 2020
Firouzja participou do Torneio de xadrez Tata Steel em janeiro. Ele se tornou o primeiro iraniano a competir na chave Masters do torneio (Parham Maghsoodloo já havia competido no Tata Steel Challengers de 2019), e terminou com 6½/13 pontos (+4–4=5), ficando em nono.
Em fevereiro, Firouzja competiu na seção Masters do Prague International Chess Festival, um evento round robin de 10 jogadores da categoria XIX, como substituto de Wei Yi, que não pôde comparecer devido à pandemia de COVID-19. Depois de um empate entre primeiro e quinto com 5/9 pontos, Firouzja venceu o torneio com uma vitória no desempate de xadrez blitz por 2 a 0 sobre Vidit Gujrathi, dando a ele sua primeira vitória em um "supertorneio".
Em 15 de abril, Firouzja enfrentou Magnus Carlsen na final da Copa Banter Blitz do Chess24, e venceu por 8½–7½. Ele então competiu no Magnus Carlsen Invitational, um torneio rápido realizado pelo Chess24 de 18 de abril a 3 de maio, junto com sete outros jogadores, incluindo Carlsen, que o derrotou em seu match por um placar de 2½–1½. Firouzja ficou em sexto lugar, e não avançou para a semifinal.
Em outubro, ele participou do supertorneio anual Norway Chess, em Stavanger. O torneio foi realizado com um sistema de pontuação de futebol (3 pontos por vitória, 1 ponto por empate e 0 pontos por derrota), e no caso de empate, os jogadores jogaram uma partida de armageddon por meio ponto adicional. Firouzja terminou em segundo lugar, atrás do campeão mundial Magnus Carlsen e à frente de Levon Aronian, Fabiano Caruana e Jan-Krzysztof Duda.

### 2021
Firouzja participou do 83.º Tata Steel Masters em janeiro. Indo para a rodada final do torneio, ele teve a chance de empatar em primeiro com uma vitória em seu último jogo. No entanto, devido às regras de desempate do torneio, ele não poderia competir pelo primeiro lugar, mesmo que terminasse com o mesmo número de pontos que os líderes do torneio. Em seu confronto final contra Radosław Wojtaszek, os árbitros sugeriram no meio do jogo que os dois se mudassem para uma mesa diferente, irritando Firouzja. A situação gerou polêmica e os organizadores do evento se desculparam. O jogo acabou empatado, e Firouzja ficou em quinto lugar no torneio, com uma pontuação de 8/13 (+4-1=8), empatado em pontos com Andrey Esipenko e Fabiano Caruana, que terminaram à frente dele. Seu rating de desempenho para o evento foi de 2806, e ele subiu para a 13.º posição no ranking mundial.
Em junho, Firouzja participou do Paris Rapid e Blitz, parte do Grand Chess Tour. Ele teve um desempenho ruim nas partidas rápidas, marcando 7/18 pontos, mas marcou 11/18 pontos nas partidas de blitz para terminar em segundo lugar, atrás de Wesley So. Este resultado elevou sua classificação de blitz da FIDE para acima de 2800 pela primeira vez.
Ele solicitou e obteve a nacionalidade francesa em julho de 2021.
Firouzja foi o 8.º jogador de maior rating na Copa do Mundo de Xadrez de 2021, mas foi eliminado na segunda rodada por Javokhir Sindarov.
Em setembro, ele terminou em segundo lugar na edição de 2021 do supertorneio Norway Chess, atrás de Magnus Carlsen, mas à frente de jogadores como os desafiantes do Campeonato Mundial de 2021, Ian Nepomniachtchi, e do Campeonato Mundial de 2016, Sergey Karjakin.
Em novembro, ele participou do 2.º Torneio Grand Swiss da FIDE, e venceu o torneio com uma pontuação de 8/11, meio ponto à frente de Fabiano Caruana, classificando-se assim para o Torneio de Candidatos de 2022 e se tornando o quarto jogador mais jovem a se classificar para um Torneio de Candidatos. 
No mesmo mês, ele representou a França no Campeonato Europeu de Xadrez por Equipes, onde marcou 8/9 e obteve um rating de desempenho do torneio acima de 3000. Os dois resultados de novembro elevaram seu rating para acima de 2800 pela primeira vez, e para a segunda posição no ranking de xadrez clássico de dezembro. Aos dezoito anos e cinco meses, ele se tornou o jogador mais jovem a ultrapassar 2800 pontos de rating, quebrando o recorde anterior de dezoito anos e 336 dias de Magnus Carlsen.
Depois de vencer o Campeonato Mundial de Xadrez 2021, Carlsen disse: “Se alguém além de Firouzja vencer o Torneio de Candidatos, é improvável que eu jogue o próximo match do campeonato mundial”.